# 中山狼 (康海)
《中山狼》是明代狀元康海的劇作。
正德三年（1508年），李梦阳為刘瑾所陷入狱，托人附书康海：“對山救我，救我！”。康海為救助李梦阳與劉瑾通宵暢飲，康海詭言關中有三才，即劉公、李夢陽與康海，若殺夢陽則關中少一才。刘瑾好名，最後仅对李梦阳罚米，梦阳因此得救。刘瑾事敗後，康海反被归为刘瑾馀党被予以卸职。康海氣憤李夢陽忘恩負義便动手创作《中山狼》。
《中山狼》係根據是明代馬中錫的小说《中山狼傳》改编而成，寫的是春秋时期晋国的赵简子猎杀中山狼，東郭先生救出中箭的中山狼。中山狼脱险后，忘恩負義，反欲吃掉东郭先生。幸遇杖藜老人将狼引入囊橐內杀死。沈德符《顾曲杂言》说：“康对山之《中山狼》，则指李崆峒。”沈泰稱此劇：“独摅澹宕，一洗绮靡，直掩金、元之长，而减郑、关之价矣。韵绝！快绝！”